# نيكي هوبكنز
نيكي هوبكنز (بالإنجليزية: Nicky Hopkins )‏ (و. 1944 – 1994 م) هو عازف بيانو، وموسيقي جلسات ‏، وعازف لوحة المفاتيح، ومغني بريطاني، ولد في لندن الكبرى، توفي في ناشفيل، تينيسي، عن عمر يناهز 50 عاماً.

## وصلات خارجية
- نيكي هوبكنز على موقع IMDb (الإنجليزية)
- نيكي هوبكنز على موقع ميوزك برينز (الإنجليزية)
- نيكي هوبكنز على موقع أول ميوزيك (الإنجليزية)
- نيكي هوبكنز على موقع ديسكوغز (الإنجليزية)
- نيكي هوبكنز على موقع قاعدة بيانات الفيلم (الإنجليزية)